# Анастасій (Братановський-Романенко)
Архієпископ Анастасій (світське ім'я — Андрій Семенович Братановський-Романенко; нар. 16 жовтня 1761 Баришівка — 9 грудня 1806, Астрахань) — український релігійний діяч, єпископ Російської православної церкви, архієпископ Астраханський і Моздоцький, архієпископ Могилевський і Вітебський, духовний письменник. Племінник єпископа Іринея. Архімандрит монастирів у Російській імперії.

## Життєпис
У 1782 році закінчив Переяславську духовну семінарію.
Після закінчення семінарії емігрує на Московщину. Працює викладачем в Севській духовній семінарії, через рік перейшов у Вологодську, а потім до семінарії Кирило-Білозерського монастиря.
У 1790 році був викликаний до Санкт-Петербурга як вчитель красномовства в Олександро-Невську духовну семінарію.
26 червня 1790 р. — прийняв чернецтво.
У 1792 році виконував обов'язки катехита, а потім законоучителя кадетського шляхетського корпусу.
8 вересня 1792 р. возведений у сан архімандрита Свято-Троїцького монастиря Санкт-Петербурзької єпархії.
У 1793 р. призначений придворним проповідником.
У 1795 р. призначений настоятелем Троїце-Сергієвої пустині під Санкт-Петербургом.
З 1796 року — архімандрит Московського Новоспаського монастиря, член Святійшого Синоду і законовчитель кадетського корпусу.
Будучи в Санкт-Петербурзі присутнім в Святійшому Синоді, склав план перетворення духовних училищ, за що нагороджений алмазною панагією.
20 грудня 1797 р. хіротонізований на єпископа Могилевського і Білоруського, нагороджений орденом Святої Анни І ступеня.
15 вересня 1801 р. возведений у сан архієпископа.
У 1801 році за дорученням імператора Павла I переписав (з виправленнями) і розмножив працю британського історика Едварда Ґіббона «Історія занепаду та загибелі Римської імперії».
З 4 грудня 1803 року — архієпископ Могилевський і Вітебський.
20 грудня 1805 року через хворобу призначений на кафедру в Астрахань.
Помер 9 грудня 1806.

## Твори
Архієпископ Анастасій займає чільне місце в історії проповідництва. Його проповіді зробили чималий вплив на подальший розвиток проповідництва.
- Класична книжка. — М., 1806. (Трактат про розташування проповідей).
- Переклади з французької: Запобігання від безвір'я та нечестя, здоровим глуздом, совістю і дослідами доведене. — СПб., 1794.
- Арнод Ф. Плач Єремії пророка. Поема. — СПб., 1797.
- Істинний Месія, або Доказ про прихід Ісуса Христа і Його Божество. — М., 1801 і 1851
- Форми Ж. А. Досвід про досконалість. — СПб., 1 805.
- Не видано: Тлумачення на Євангеліє від Йоана (рукопис).